# Miguel Muñoz
Miguel Muñoz Mozún (Madrid, 19 de janeiro de 1922 — Madrid, 16 de julho de 1990) foi um futebolista e treinador de futebol espanhol.. Ele foi o primeiro capitão a levantar a Liga dos Campeões e o primeiro a ganhar como jogador e treinador.
Ele é o treinador com mais jogos pelo Real Madrid e o terceiro treinador com a mais jogos no Campeonato Espanhol, apenas superado por Luis Aragonés e Javier Irureta.

## Biografia
Durante os primeiros anos do pós-guerra, ele joga por diversos times de Madrid como a Ferrovia, o Girod ou o Império. 
Em 1943 depois de cumprir o serviço militar, ele jogou pelo no Logroñés. A equipe nessa temporada caiu para a Terceira Divisão e no final da temporada, ele assinou com o Racing Santander. 
Em 1946, foi para o Celta de Vigo, clube com o qual ele jogaria uma final da Copa do Generalíssimo contra o Sevilla; Embora tenha marcado um gol, o Celta acabou perdendo por 4-1.
Em 1948, ele foi juntamente com Pahiño, para o Real Madrid. No clube branco, ele permaneceu até o final da sua carreira, na temporada 1957-58, destacando-se por seu jogo ofensivo e marcando o primeiro gol do Real Madrid em competições europeias. Durante a sua estadia em Madrid, ele viu a chegada de Alfredo Di Stéfano e a formação de uma equipe que varreria o esporte na Espanha e na Europa nos próximos anos.
Ele jogou pela seleção em sete ocasiões, estreando em 20 de junho de 1948 em uma partida amistosa jogada em Zurique contra a Suíça (3-3).
Na temporada de 1959-1960, ele assumiu o cargo de treinador do Real Madrid e nesse mesmo ano venceu a Liga dos Campeões (já tinha ganhado como jogador por três vezes) e se tornou a primeira pessoa a ganhar como jogador e treinador. 
Ele comando o Real Madrid por 13 anos e seis meses no total de 601 jogos. O Real Madrid de Muñoz ganhou 9 vezes a Ligas, 2 vezes a Copa do Generalíssimo (atual Copa del Rey), 2 vezes a Liga dos Campeões e 1 vez a Copa Intercontinental .
Depois de deixar o banco do Real Madrid, Miguel Muñoz foi para Granada CF mas acabou rebaixado pra Segunda Divisão. Mais tarde, ele dirigiu o Las Palmas e o levou à final da Copa de 1978, embora tenha perdido para o Barcelona (3-1).
Em 1982, após o fracasso da Espanha na Copa do Mundo daquele ano, Muñoz foi nomeado treinador nacional, liderando a Espanha entre 1982-1988.

### Eurocopa de 1984
A seleção espanhola foi vice-campeã da Eurocopa de 1984. Desta Eurocopa é necessário destacar a fase dos grupos, resolvida favoravelmente para a Espanha na última partida disputada contra a seleção da Alemanha; também se destaca a semifinal contra a seleção da Dinamarca comandada por um jovem Michael Laudrup e terminou em uma disputa de pênaltis, a Espanha ganhou graças às intervenções de seu goleiro e capitão Luis Miguel Arconada.

### Copa do Mundo de 1986
Na Copa do Mundo de 1986, ele alcançou as quartas de final após uma ótima fase inicial. 
Na fase final da Copa do Mundo, depois de eliminar a equipe dinamarquesa nas oitavas-de-final por um resultado histórico de 5 a 1, com 4 golos marcados pelo atacante Emilio Butragueño, a equipe espanhola foi eliminada pela equipe belga nas penalidades.

### Eurocopa de 1988
No Campeonato Europeu de 1988, o último grande torneio que ele liderou como treinador, a Espanha foi enquadrada na fase de grupos inicial com as seleções da Dinamarca, Itália e Alemanha. Depois de ganhar o jogo de abertura contra a Dinamarca por 3 a 2, perdeu as seguintes partidas contra equipes que apresentaram um nível superior ao da equipe espanhola: e assim foi eliminada

### Morte
Ele morreu em 16 de julho de 1990 como resultado de hemorragias maciças devido a varizes esofágicas, de acordo com o relatório médico. 

## Títulos

### Como jogador
Real Madrid
- Campeonato Espanhol: 1953–54, 1954–55, 1956–57, 1957–58
- Copa Latina: 1955, 1957
- Liga dos Campeões da UEFA: 1955–56, 1956–57, 1957–58
- Pequena Taça do Mundo: 1952, 1956

### Como treinador
Real Madrid
- Campeonato Espanhol: 1960–61, 1961–62, 1962–63, 1963–64, 1964–65, 1966–67, 1967–68, 1968–69, 1971–72
- Copa del Rey: 1961–62, 1969–70
- Liga dos Campeões da UEFA: 1959–60, 1965–66
- Copa Intercontinental: 1960

## Ver Também
- Trofeo Miguel Muñoz